# Хэйсберт, Деннис
Де́ннис Де́кстер Хэ́йсберт (англ. Dennis Dexter Haysbert, род. 2 июня 1954) — американский актёр, известный по своим работам в телесериалах «24 часа», «Отряд «Антитеррор»» и «Люцифер».

## Карьера
Хэйсберт родился в 1954 году в Сан-Матео, Калифорния. Окончил Американскую академию театрального искусства. В конце 1970-х он начал сниматься в телевизионных сериалах, таких как «Лу Грант», «Команда «А»», «Частный детектив Магнум» и «Бак Роджерс в XXV веке». В 1989 году он получил свою первую серьёзную кинороль, сыграв бейсболиста Педро Серрано в фильме «Высшая лига». Вслед за этим последовали работы в фильмах «Морские котики», «Мистер бейсбол», «Поле любви» и других. В 1997 году он получил роль агента Тима Коллина в триллере Клинта Иствуда «Абсолютная власть».
Одной из наиболее известных работ актёра является роль Дэвида Палмера в сериале «24 часа», съёмки которого стартовали в 2001 году. В художественном фильме 2002 года «Вдали от рая» он исполнил роль садовода Рэймонда Дигана, за которую был удостоен сразу трёх американских кинопремий. Также Хэйсберт сыграл Джонаса Блейна — главного героя сериала «Отряд „Антитеррор“». Ему принадлежит роль Нельсона Манделы в биографической драме 2007 года «Прощай, Бафана». В 2011 озвучил Мастера Бушующего Быка в мультфильме Кунг-фу панда 2.
Хэйсберт выступил актёром озвучивания в компьютерных играх Tom Clancy's Splinter Cell: Pandora Tomorrow, Call of Duty: Finest Hour и 24: The Game.

## Личная жизнь
Хэйсберт был дважды женат: на Елене Симмс (1980—1984) и Линн Гриффит (1989—2001). От второго брака имеет двоих детей.
Увлекается гольфом, теннисом и подводным плаванием.

## Избранная фильмография
| Год       |   | Русское название                                    | Оригинальное название             | Роль                   |
| --------- | - | --------------------------------------------------- | --------------------------------- | ---------------------- |
| 1989      | ф | Высшая лига                                         | Major League                      | Педро Серрано          |
| 1990      | ф | Морские котики                                      | Navy Seals                        | Грэхем                 |
| 1992      | ф | Мистер бейсбол                                      | Mr. Baseball                      | Макс Хаммер Дюбуа      |
| 1992      | ф | Поле любви                                          | Love Field                        | Пол Кейтер             |
| 1994      | ф | Высшая лига 2                                       | Major League 2                    | Педро Серрано          |
| 1995      | ф | Схватка                                             | Heat                              | Дональд Бридан         |
| 1996      | ф | Поцелуй Вдовы                                       | Widow's Kiss                      | Эдди Костелло          |
| 1997      | ф | Абсолютная власть                                   | Absolute Power                    | Тим Коллин             |
| 1999      | ф | Паутина лжи                                         | Random Hearts                     | Детектив Джордж Бофорт |
| 1999      | ф | Сейчас или никогда                                  | Now and again                     | Доктор Моррис          |
| 1999      | ф | Тринадцатый этаж                                    | The Thirteenth Floor              | Ларри Макбейн          |
| 2000      | ф | Что готовим?                                        | What’s Cooking?                   | Рональд Уильямс        |
| 2001—2006 | с | 24 часа                                             | 24                                | Дэвид Палмер           |
| 2002      | ф | Вдали от рая                                        | Far from Heaven                   | Рэймонд Диган          |
| 2005      | ф | Морпехи                                             | Jarhead                           | Майор Линкольн         |
| 2006—2009 | с | Отряд «Антитеррор»                                  | The Unit                          | Джонас Блейн           |
| 2007      | ф | Прощай, Бафана                                      | Goodbye Bafana                    | Нельсон Мандела        |
| 2011      | ф | Кунг-Фу Панда 2                                     | Kung Fu Panda: The Kaboom of Doom | Мастер Бушующий Бык    |
| 2012      | ф | Ральф                                               | Wreck-It Ralph                    |                        |
| 2014      | ф | Добро пожаловать в джунгли                          | Welcome to the Jungle             |                        |
| 2014      | ф | Город грехов 2: Женщина, ради которой стоит убивать | Sin City: A Dame to Kill For      | Мэньют                 |
| 2014      | ф | Мужчины, женщины и дети                             | Men, Women & Children             | любовник Хелен Труби   |
| 2015      | ф | Восставшие мертвецы                                 | Dead Rising                       |                        |
| 2015      | ф | Третий лишний 2                                     | Ted 2                             |                        |
| 2015      | ф | Экспериментатор                                     | Experimenter                      |                        |
| 2017      | ф | Битва преподов                                      | Fist Fight                        |                        |
| 2017      | ф | Тёмная башня                                        | The Dark Tower                    | Стивен Дискейн         |
| 2017      | ф | Кодахром                                            | Kodachrome                        | Ларри Холдт            |
| 2018      | с | Грёзы                                               | Reverie                           | Чарли Вентана          |
| 2019      | ф | Игры с огнём                                        | Playing with Fire                 | Командир Ричардс       |
| 2020      | с | Люцифер                                             | Lucifer                           | Бог                    |
| 2022      | ф | Выхода нет                                          | No Exit                           | Эд                     |
| 2022      | ф | Чип и Дейл спешат на помощь                         | Chip ’n Dale: Rescue Rangers      | Вжик                   |
| 2023      | ф | Обжигающе горячий                                   | Flamin’ Hot                       | Кларенс Бейкер         |
| 2024      | ф | Летний лагерь                                       | Summer Camp                       | Томми                  |
| 2026      | ф | Пришлите помощь                                     | Send Help                         |                        |